# Alpine A110 (1963)
Alpine A110 – samochód sportowy klasy kompaktowej produkowany przez francuską markę Alpine w latach 1963 – 1974. 

## Historia i opis modelu

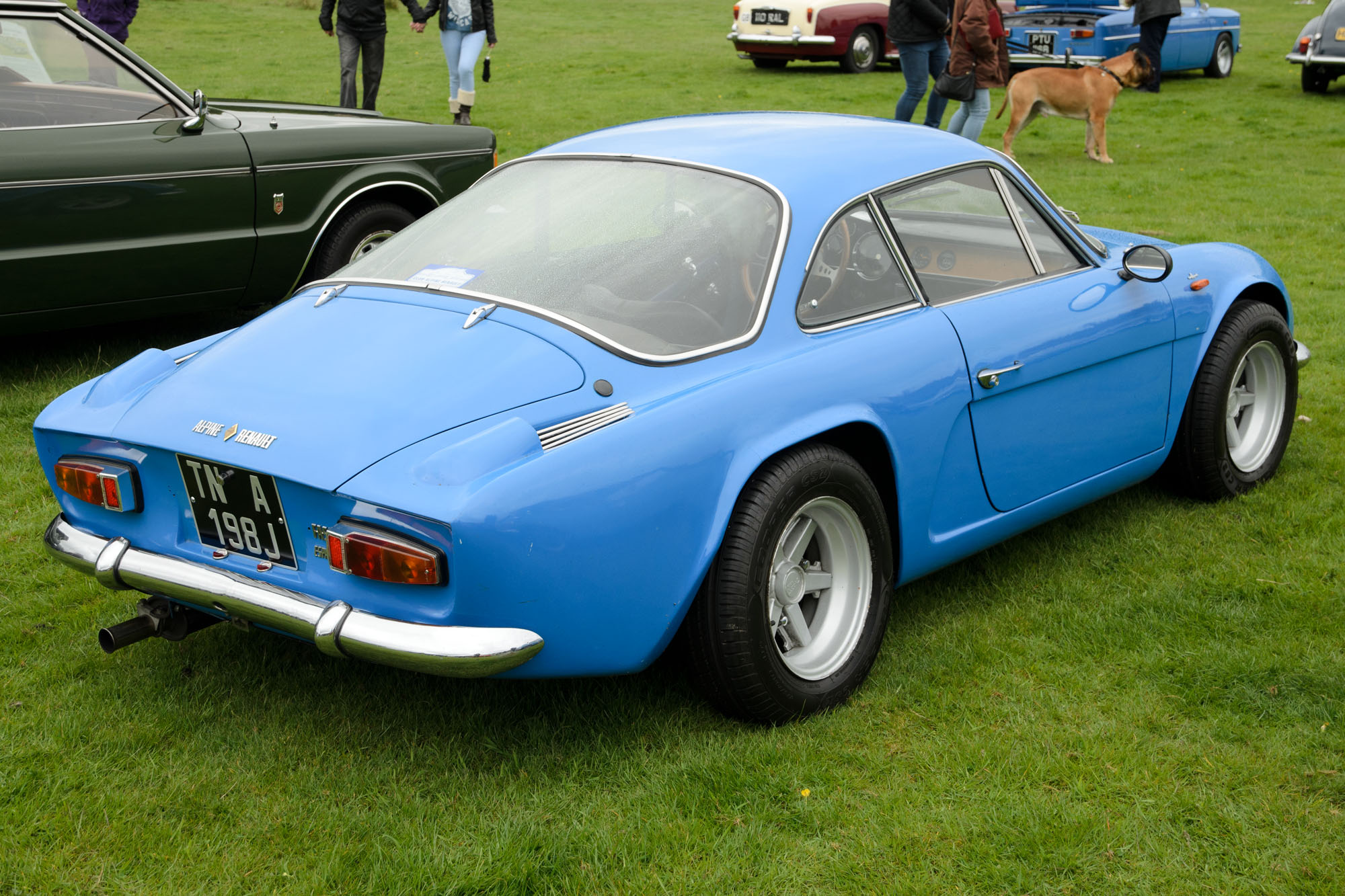
Alpine A110 - tył

Wykonane z włókna szklanego nadwozie Alpine A110 zaprojektował Marcel Hubert. Samochód miał charakterystyczne proporcje - był niski, miał szerokie błotniki i małą kabinę. Jego cechą charakterystyczną była nisko poprowadzona maska, pozbawiona atrapy chłodnicy – chłodzenie silnika zapewniały wycięte przed tylnymi kołami otwory wentylacyjne. Mocno pochylona maska Alpine skrywała niewielki bagażnik, silnik auta umieszczono z tyłu. Główne reflektory A110 ukryto za osłonami z przezroczystego tworzywa. Alpine A110 był produkowany wyłącznie z dwudrzwiowym nadwoziem. Samochód był wyposażony w masywne obręcze kół odlewane ze stopów lekkich. 
Strukturę nośną stanowiła zespawana ze stalowych rurek centralna rama. W A110 zachowano układ napędowy pierwowzoru, z umieszczonym z tyłu silnikiem napędzającym tylne koła. Zamiast słabej, oryginalnej skrzyni biegów o trzech przełożeniach zastosowano nową, mocniejszą przekładnią pięciobiegową. Było to niezbędne ze względu na znacznie lepsze parametry stosowanych w A110 silników. Pod maską auta montowano czterocylindrowe, rzędowe jednostki napędowe, o pojemności od 0,9 do 1,6 l. Na skutek licznych modyfikacji były one znacznie mocniejsze od silnika stosowanego w Renault 8. Zasilany dwoma gaźnikami Webera silnik o pojemności 1,3 l rozwijał moc 90 KM, a jednostka 1,6 l - 125 KM. Dzięki niewielkiej, bo wynoszącej zaledwie 544 kg masie, samochód mógł się rozpędzić do prędkości 195 km/h w wersji 1,3 l i 210 km/h w wersji 1,6 l. Poza pochodzącym z Renault 8 silnikiem, konstruktorzy wykorzystali też zawieszenie tego auta. Prosty układ z pojedynczymi wahaczami poprzecznymi poddano jednak znacznym modyfikacjom, polegających m.in. na mocnym pochyleniu tylnych kół, co znacznie zwiększyło stabilność pojazdów. 
W roku 1973 samochód wygrał Rajdowe mistrzostwa świata w klasyfikacji konstruktorów m.in. w Rajdzie Monte Carlo (rok 1971 i 1973), Korsyki (rok 1973) oraz Portugalii (rok 1971, 1973).

## Dane techniczne

### Silnik
- R4 1,6 l (1557 cm³), 2 zawory na cylinder, OHV[1]
- Średnica × skok tłoka: 76,00 mm × 84,00 mm[1]
- Moc maksymalna: 138 KM przy 6000 obr./min[1]
- Maksymalny moment obrotowy: 146 N•m przy 5000 obr./min

### Osiągi
- Przyspieszenie 0-100 km/h: 6,3 s
- Prędkość maksymalna: 210 km/h[1]